# Miquel Ruiz Avilés
Miquel Ruiz Avilés   (Purullena, 13 de març de 1954 - Girona, 4 de febrer de 2023) fou un fotògraf de premsa.
Quan tenia un any, la seva família es va establir a Riumors i, poc després, als tres anys, a Fortià, on va estudiar i viure fins fa pocs anys abans de traslladar-se a Girona.
Va començar la carrera fotoperiodística a la delagació d'El Punt a Figueres, tot i que des de 1979 era corresponsal a Fortià per a la mateixa publicació. Ha col·laborat com a corresponsal gràfic a El Periódico de Catalunya i a l'Avui, a les revistes Lecturas, Interviú, Cambio 16, Bunte, Actual i Cover, al diari El País, a l'agència EFE, a L'Empordà Federal, a El Observador, a El Mundo i a La Vanguardia, Punt Diari.
El 1993 es convertí en cofundador de l'associació Fotògrafs per la Pau i en fou el seu president fins a l'any 2012. En destaquen els seus reportatges fotogràfics durant la guerra dels Balcans del 1992 al 1995.
Va ser guardonat pel Col·legi de Periodistes amb el premi La Mosca Especial. L'any 2019 va rebre el Segell de Fortià atorgat pel municipi de Fortià en homenatge a la seva trajectòria professional i al seu paper en la difusió de Fortià i en la vida social de la població. Poc abans de la seva mort el Col·legi de Periodistes de Catalunya el va distingir com a col·legiat d'honor.